# Platysphinx stigmatica
Platysphinx stigmatica är en fjärilsart som beskrevs av Paul Mabille 1878. Platysphinx stigmatica ingår i släktet Platysphinx och familjen svärmare. Inga underarter finns listade i Catalogue of Life.